# Park Narodowy Khaudum
Park Narodowy Khaudum rezerwat przyrody w północno-wschodniej Namibii w regionie Okawango Wschodnie na zachód od Zambezi. Ten bardzo oddalony i niedostępny rezerwat, ale jest domem dla wielu rzadkich zwierząt jak antylopa końska i likaon. Jest to bardzo dziki, najrzadziej odwiedzany park Namibii. Powierzchnia parku wynosi 4000 km².

## Geografia
Khaudum Park Narodowy położony jest na obrzeżach Pustyni Kalahari. Cztery ogromne okresowe rzeki przebiegają przez park, są to Omiramba, Nhoma, Cwiba i Khaudum. Odgrywają one ważną rolę ekologiczną w czasie w pory deszczowej.

## Klimat
Region Kavango cieszy się długą i suchą porą deszczową trwającą od kwietnia do listopada.
Pora deszczowa występuje od grudnia do marca.
W porze suchej w czasie zimy, wilgotność powietrza utrzymuje się na poziomie 30% a dzienne maksymalne temperatury przekraczają 25 °C. Temperatura najzimniejszych nocy może spaść poniżej 5 °C, ale zwykle waha się w granicach 12 °C. Pora deszczowa w okresie lata cechuje się wilgotnością około 60% a dzienne temperatury wynoszą pomiędzy 30° i 40 °C. Nawet nocą temperatura nie spada poniżej 15 °C. Średnia roczna opadów wynosi 550 mm, z czego 80% przypada na okres od grudnia do marca.

## Flora i fauna
Dominującą roślinnością w parku są lasy składające się z gatunków akacji rosnące w suchych wysokich i niskich zagajnikach.
Drzewa mogą osiągnąć wysokość do 10 m i rosną w stosunkowo gęstych zaroślach. Spotykane gatunki to Pterocarpus angolensis,Baikiaea plurijuga, Burkea africana i Guibourtia coleosperma.
W przeciwieństwie do suchych wysokich lasów drzewa w niskim lesie mają wysokość poniżej 5 metrów. Występujące gatunki to Lonchocarpus neisii i Terminalia serica, przecinane gatunkami Faidherbia albida i Grewia.
Wzdłuż okresowej rzeki Omiramba rośnie gęsty las suchej akacji, często z dużą ilością krzewów kolczastych Acacia erioloba, Acacia fleckii, Acacia hebeclada i Acacia tortillis wraz z okazjonalnymi Combretum imberbe i Combretum hereroense. Dno rzeki Omiramba jest torfowa-bagienne i pokryte jest gęstym sitowiem w tym Phragmites, rzadziej lilie wodne Terminalia prunoides.
Dziewicza roślinność parku zachęca bogatą i różnorodną zwierzynę. Idealnym czas na oglądanie dzikich zwierząt przypada na okres od czerwca do października. Od listopada do marca ponad 320 gatunków ptaków zamieszkuje ten obszar, w tym papugi i więcej niż 50 gatunków ptaków drapieżnych.
W parku przebywa często ponad 500 słoni, żyrafy i wiele antylop, w tym antylopy końskie, kudu, eland i redunca. Pogłowie zwierząt drapieżnych jest wysokie. Oprócz mniejszych kotów, spotykane są lwy, lamparty, gepardy, hieny cętkowane, szakale i likaony.